# 钻喙兰属
钻喙兰属（学名：Rhynchostylis）是兰科下的一个属，为附生兰。该属共有约15种，分布于亚洲热带地区。